# Рівер-Парк (Флорида)
Рівер-Парк (англ. River Park) — переписна місцевість (CDP) в США, в окрузі Сент-Люсі штату Флорида. Населення — 6514 особи (2020).

## Географія
Рівер-Парк розташований за координатами 27°19′23″ пн. ш. 80°19′54″ зх. д. / 27.32306° пн. ш. 80.33167° зх. д. (27.323016, -80.331589).  За даними Бюро перепису населення США в 2010 році переписна місцевість мала площу 6,50 км², з яких 6,03 км² — суходіл та 0,47 км² — водойми.

## Демографія
Згідно з переписом 2010 року, у переписній місцевості мешкали 5222 особи в 2350 домогосподарствах у складі 1349 родин. Густота населення становила 804 особи/км².  Було 2885 помешкань (444/км²).
Расовий склад населення:
| - 84,9 % — білих - 7,8 % — чорних або афроамериканців - 1,0 % — азіатів - 0,6 % — корінних американців - 0,1 % — вихідців з тихоокеанських островів - 3,2 % — осіб інших рас |

До двох чи більше рас належало 2,5 %. Частка іспаномовних становила 14,1 % від усіх жителів.
За віковим діапазоном населення розподілялося таким чином: 16,5 % — особи молодші 18 років, 54,4 % — особи у віці 18—64 років, 29,1 % — особи у віці 65 років та старші. Медіана віку мешканця становила 50,7 року. На 100 осіб жіночої статі у переписній місцевості припадало 99,9 чоловіків;  на 100 жінок у віці від 18 років та старших — 95,7 чоловіків також старших 18 років.
Середній дохід на одне домашнє господарство  становив 39 337 доларів США (медіана — 31 322), а середній дохід на одну сім'ю — 48 769 доларів (медіана — 43 314). Медіана доходів становила 37 725 доларів для чоловіків та 35 638 доларів для жінок. За межею бідності перебувало 27,5 % осіб, у тому числі 30,3 % дітей у віці до 18 років та 19,4 % осіб у віці 65 років та старших.
Цивільне працевлаштоване населення становило 1815 осіб. Основні галузі зайнятості: освіта, охорона здоров'я та соціальна допомога — 22,0 %, роздрібна торгівля — 16,1 %, будівництво — 10,3 %, науковці, спеціалісти, менеджери — 9,7 %.